# قبردينو - بلقاريا

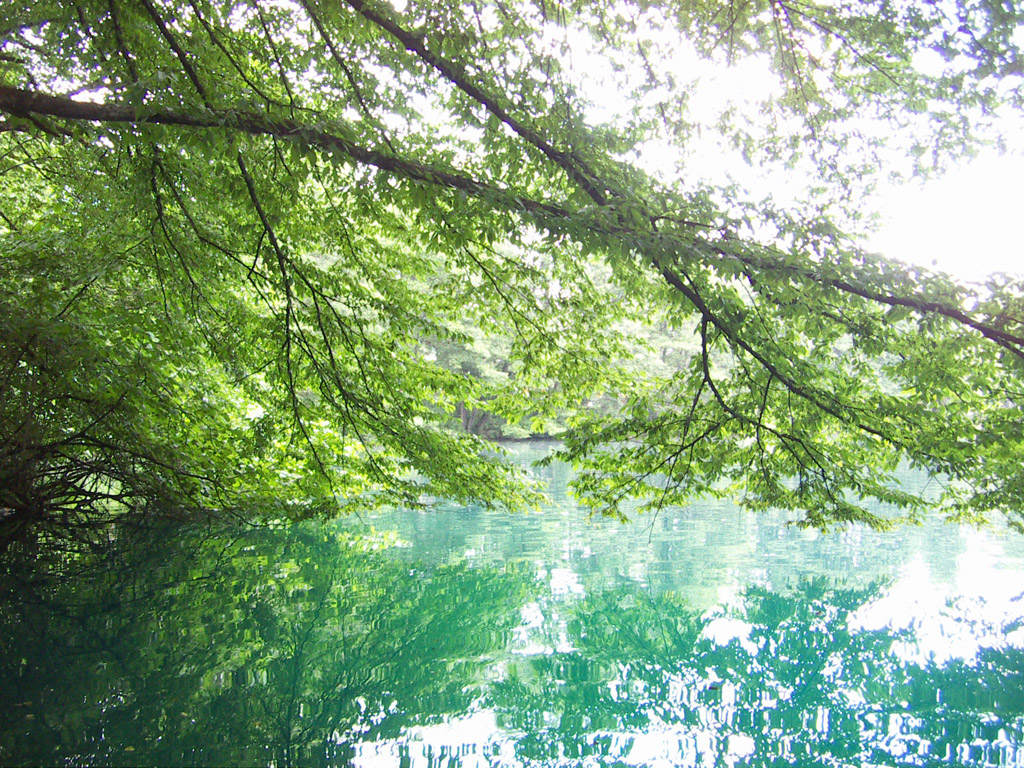
البحيرة الزرقاء في قبردينو- بلقاريا

جمهورية قبردينو - بلقاريا (بالروسية: Кабардино-Балкарская Республика) هي إحدى الكيانات الفدرالية في روسيا وعاصمتها مدينة نالتشيك. ويقع فيها قمة أعلى جبال القفقاس وهي قمة جبل ألبروز المغطاة بالثلوج على مدار العام، والمرسومة على شعار وعلم الجمهورية.

## الموقع الجغرافي
تقع جمهورية قبردينو - بلقاريا في شمال القفقاس في حوض نهر التيرك الواقع على الأطراف الشمالية لجبال القفقاس. يحدها شمالا ستافروبول كراي وشرقا أوسيتيا الشمالية وجنوبا جورجيا وغربا القراتشاي - شركس.
على الرغم من أن الغابات تحيط بقسم كبير من البلاد إلا أن القسم الشمالي هو عبارة عن سهول واسعة قاحلة يتكاثف وجود البلقار بالدرجة الأولى في الأودية التي تمر منها أنهار نهر باكسان ونهر تشيغيم ونهر تيريك الواقعة شرقي القراتشاي. أما مساحة الجمهورية فتبلغ 12,500 كم2

## جمهورية قبردينو - بلقاريا حديثاً
في 18 ديسمبر لعام 1991 أعلن الكونغرس الأول للمجلس القومي لشعب البلقار استقلال البلقاريين وإنشاء جمهورية بلقاريا ضمن الفدرالية الروسية. وفي 31 ديسمبر لنفس العام أعلن استقلال قبردينو - بلقاريا. وخلال عام 1995 جرى التوقيع على اتفاقية ثنائية مع المسؤولين الفدراليين بتاريخ 21 فبراير 1996 أعلن رئيس الجمهورية فاليري كوكوف بأن جمهوريته لن تطبق قرار مجمع الدول المستقلة بفرض عقوبات على أبخازيا.

## الحياة الاجتماعية والثقافية
حسب المعلومات المقدمة عام 1984 يوجد هناك 144 مدرسة متوسطة تبلغ مدة الدراسة فيها عشر سنوات وتستوعب 128 ألف طالبا وعشرة مدارس فنية تستوعب 88 ألف طالبا وجامعتين تستوعبان 11,500 طالبا. هذا ويوجد في الجمهورية 250 مكتبة وثلاثة متاحف و231 مركزا ثقافيا إلى جانب العديد من المسارح ودور السينما. كما يطبع بلغة الأديغة مجلتين ـ 39 ألف نسخة ـ وجريديتين ـ 1,825,000 نسخة بالإضافة إلى جريدة واحدة بلغة البلقار ـ 1,575,000 نسخة.
نادي سبارتاك نالتشيك ممثل قبردينو بلقاريا ((الحصان الأسود في الدوري الروسي))
نادي سبارتاك نالشيك الحصان الأسود في الدوري الروسي إلى الآن
هذا النادي الذي يمثل إقليم القوقاز الروسي
وبالتحديد جمهورية قبردينو بلقاريا الشركسية في إقليم الروسية الفدرالية «الإسلامية» وعاصمتها نالتشيك.

## النظام السياسي
قبردينو - بلقاريا هي جمهورية ذات حكم الذاتي في روسيا الاتحادية. أعلى منصب في الجمهورية هو رئيس الجمهورية. ورئيس الجمهورية يتم انتخابه مباشرة من قبل المواطنين.
أما السلطة التشريعية فتضم مجلس واحد ويتكون من 90 عضوا ينتخبون لمدة 5 سنوات.
القانون الأساسي للكيان الفيدرالي روسي قبردينو - بلقاريا هو دستور جمهورية قبردينو - بلقاريا المعتمد في 1997.

## الوضع الاقتصادي
يمثل القطاع الصناعي الأساس الاقتصادي للبلاد إذ أنه يشكل نسبة تبلغ أكثر من 60 % من عائدات الدولة. وتحتل الصناعات الثقيلة وتوليد الطاقة الكهربائية واستخراج المعادن وتصنيعها مكانة بارزة أيضاً، كما تطور تصنيع الماكنات بدوره، أما بالنسبة للزراعة في هذه الجمهورية فمتطورة وتتم زراعة القمح والذرة والتبغ وزهرة دوار الشمس في سهل القبرداي، بالإضافة إلى زراعة الخضار والفاكهة على أطراف الجبال. كما تجري تربية الحيوانات أيضا. وتحوي قرى الجبال مراعي خصبة. إلى جانب ذلك أصبحت البلاد وجهة سياحية لمزاولة رياضة تسلق الجبال، التي يُعمل على تطويرها.